# Rolf Lydahl
Rolf Göran Lydahl, född 29 september 1959 i Skårby i Skåne, är en svensk skådespelare.

## Biografi
Lydahl är frilansande skådespelare och har efter utbildning vid Statens scenskola i Malmö 1981–1984 arbetat på ett flertal av landets teatrar och på Stockholms stadsteater som återkommande arbetsplats.
Han har medverkat i en hel del film- och tv-produktioner genom åren, till exempel i SVT:s Tunna blå linjen och i TV4:s Bäckström,  och i  Whiskey on the Rocks.
Bland roller på landets teatrar kan nämnas Mackie Kniven i Tolvskillingsoperan, Lopachin i Körsbärsträdgården, Mercutio i Romeo och Julia, Jean i Fröken Julie och titelrollerna i Nils Holgerssons underbara resa, Gösta Berlings saga och Per Gynt. Han har turnerat med egna musikshower landet runt och medverkat i musikaler, till exempel Hair på Stockholms Stadsteater samt Jesus Christ Superstar och Evita på Göta Lejon.
Han har medverkat i Varning på stan nu mår kung i baren illa igen på Göta Lejon, Billy Elliot på Kulturhuset stadsteatern, spelat Monsieur Firmin i The Phantom of the Opera på Cirkus, Higgins i My Fair Lady på Kulturhuset stadsteatern, Dan i Next to Normal på Uppsala stadsteater. På Malmö Opera har han spelat prästen Stig i Så som i himmelen och Florenz Ziegfeld i Funny Girl. Lydahl har även varit med i Min fantastiska väninna på Kulturhuset stadsteatern.
Efter Magnus Härenstams bortgång 2015 fick Lydahl efterträda honom som rösten till Reinard Räv i Bamse och dunderklockan (2018).
Han är gift med My Bodell; paret har fem barn.

## Filmografi
- 1988 – Nya tider
- 1995 – Mördare utan ansikte (TV-serie)
- 1995 – Hundarna i Riga
- 1996 – Den vita lejoninnan
- 1997 – Hammarkullen (TV-serie)
- 1997 – Skärgårdsdoktorn (TV-serie)
- 1998 – Kvinnan i det låsta rummet (TV-serie)
- 1999 – Insider (TV-serie)
- 1999 – S:t Mikael (TV-serie)
- 2000 – Brottsvåg (TV-serie)
- 2001 – Så vit som en snö
- 2001 – Återkomsten (TV-serie)
- 2003 – Sprickorna i muren
- 2003 – Talismanen (TV-serie)
- 2003 – Nasses stora film (röst som Tiger)
- 2003 – Järnvägshotellet (TV-serie)
- 2005 – Puhs film om Heffaklumpen (röst som Tiger)
- 2005 – På väg hem
- 2008 – Chihuahuan från Beverly Hills (röst som Monte)
- 2008 – Maria Larssons eviga ögonblick
- 2009 – Prinsessan och grodan (röst som grodjägaren Reggie)
- 2011 – Smurfarna (röst som Gargamel)
- 2011 – Kronjuvelerna
- 2011 – Nalle Puhs film - Nya äventyr i Sjumilaskogen (röst som Tiger)
- 2012 – Arne Dahl: Upp till toppen av berget
- 2013 – Smurfarna 2 (röst som Gargamel)
- 2014 – Bamse och tjuvstaden (röst som Kubbe Varg)
- 2014 – Pojken med guldbyxorna
- 2015 – Drakryttarna (TV-serie) (röst som Viggo Grymsten och Tråck)
- 2017 – Jordskott (TV-serie)
- 2017 – Modus (TV-serie)
- 2018 – Den döende detektiven (TV-serie)
- 2018 – Christoffer Robin & Nalle Puh (röst som Tiger)
- 2018 – Bamse och dunderklockan (röst som Reinard Räv)
- 2019 – Draktränaren 3 (röst som Chaghatai Khan)
- 2019 – Hidden - Förstfödd
- 2019 – Innan vi dör (TV-serie)
- 2020–2024 – Bäckström (TV-serie)
- 2021–2024 – Tunna blå linjen (TV-serie)
- 2021 – Clifford den stora röda hunden (röst som Zac Tieran)
- 2022 – Lust (TV-serie)
- 2023 – Slutet på sommaren (TV-serie)

## Teater

### Roller
| År   | Roll                                     | Produktion                                                                                  | Regi                                   | Teater                                |
| ---- | ---------------------------------------- | ------------------------------------------------------------------------------------------- | -------------------------------------- | ------------------------------------- |
| 1983 |                                          | Bent Martin Sherman                                                                         | Georg Malvius                          | Örebro länsteater                     |
| 1985 | Klaveret                                 | Historien om ett träd                                                                       | Leif Sundberg                          | Teater Västmanland                    |
| 1985 | Mackie Kniven                            | Tolvskillingsoperan (Die Dreigroschenoper) Bertolt Brecht och Kurt Weill                    | Elisabeth Zillmer                      | Teater Västmanland                    |
| 1985 | Eilif                                    | Mor Courage (Mutter Courage und ihre Kinder) Bertolt Brecht                                 | Leif Sundberg                          | Teater Västmanland                    |
| 1986 | Hunden                                   | Sagan om den lilla farbrorn                                                                 | Finn Paulson                           | Teater Västmanland                    |
| 1988 | Gusten                                   | Hemsöborna August Strindberg                                                                | Jan Bergman                            | Angeredsteatern                       |
| 1989 | Lopachin                                 | Körsbärsträdgården (Вишнёвый сад, Visjnjovyj sad) Anton Tjechov                             | Martin Berggren                        | Angeredsteatern                       |
| 1990 | Garibaldi                                | Skyttekungen dog i gryningen                                                                | Alejandro Quintana                     | Teater Västmanland                    |
| 1990 | Majakovskij                              | Med hjärtat i handen                                                                        | Rolf Lydahl Birgitta Egerbladh         | Sigurdteatern                         |
| 1994 | Elmer Diktonius                          | Guds djärvaste ängel                                                                        | Kerstin Österlin                       | Sigurdteatern                         |
| 1995 | Rollen                                   | Dårarnas Afton                                                                              | Rolf Lydahl Birgitta Egerbladh         | Teater Västmanland                    |
| 1998 | Rollen                                   | Chansons Françaises                                                                         | Rolf Lydahl                            | Teater Västmanland                    |
| 1998 | Nils                                     | Nils Holgerssons underbara resa Selma Lagerlöf                                              | Leif Stinnerbom                        | Västanå teater                        |
| 2002 | Gösta Berling                            | Gösta Berlings saga Selma Lagerlöf                                                          | Leif Stinnerbom                        | Berättarladan                         |
| 2003 | Carlsson                                 | Hemsöborna August Strindberg                                                                | Leif Stinnerbom                        | Västanå teater                        |
| 2004 | Mercutio                                 | Romeo och Julia (The Tragedy of Romeo and Juliet) William Shakespeare                       | Leif Stinnerbom                        | Västanå teater                        |
| 2005 | Jean                                     | Fröken Julie August Strindberg                                                              | Leif Stinnerbom                        | Västanå teater                        |
| 2006 | Peer                                     | Peer Gynt Henrik Ibsen                                                                      | Leif Stinnerbom                        | Västanå teater                        |
| 2007 | Shere Khan Akela                         | Djungelboken (The Jungle Book) Rudyard Kipling                                              | Alexander Mørk-Eidem                   | Stockholms stadsteater                |
| 2007 | Fagot                                    | Mästaren och Margarita (Мастер и Маргарита, Master i Margarita) Michail Bulgakov            | Leif Stinnerbom                        | Stockholms stadsteater                |
| 2008 | Medverkande                              | Krig och fred (Война и мир; Vojna i mir) Lev Tolstoj                                        | Carolina Frände                        | Stockholms stadsteater                |
| 2008 | Pastor Harper Mr Gibbs                   | Arsenik och gamla spetsar (Arsenic and Old Lace) Joseph Kesselring                          | Eva Dahlman\|\| Stockholms stadsteater |                                       |
| 2011 | Metaphor Man                             | Stjärnsmäll Rikard Bergqvist                                                                | Rikard Bergqvist                       | Parkteatern                           |
| 2011 | De vuxna m.fl                            | Hair Gerome Ragni, James Rado och Galt MacDermot                                            | Ronny Danielsson                       | Stockholms stadsteater                |
| 2012 | Hannas                                   | Jesus Christ Superstar Andrew Lloyd Webber och Tim Rice                                     | Ronny Danielsson                       | Göta Lejon                            |
| 2013 | Åke                                      | Carmencita Rockefeller Rikard Bergqvist, Martin Östergren, Sara Jangfeldt och Mathias Venge | Rikard Bergqvist                       | Malmö Opera/ Helsingborgs stadsteater |
| 2014 | Magaldi                                  | Evita Andrew Lloyd Webber och Tim Rice                                                      | Ronny Danielsson                       | Göta Lejon                            |
| 2016 | Monsieur Firmin                          | The Phantom of the Opera Andrew Lloyd Webber, Charles Hart och Richard Stilgoe              | Harold Prince                          | Cirkus, Stockholm                     |
| 2017 | George Watson Jackie Elliot (understudy) | Billy Elliot Elton John och Lee Hall                                                        | Ronny Danielsson                       | Kulturhuset Stadsteatern              |
| 2017 | Higgins                                  | My Fair Lady Alan Jay Lerner och Frederick Loewe                                            | Elisa Kragerup                         | Kulturhuset Stadsteatern              |
| 2019 | Diskokaj M fl                            | Varning på stan nu mår kung i baren illa igen Magnus Uggla                                  | Rikard Bergqvist                       | Göta Lejon                            |
| 2020 | Dan                                      | Next to Normal Brian Yorkey och Tom Kitt                                                    | Ronny Danielsson                       | Uppsala Stadsteater                   |
| 2021 | Salieri                                  | Amadeus Peter Shaffer                                                                       | Ronny Danielsson                       | Västmanlands Teater                   |
| 2022 | Dan                                      | Next to Normal Brian Yorkey och Tom Kitt                                                    | Ronny Danielsson                       | Uppsala stadsteater                   |
| 2022 | Stig                                     | Så som i himmelen Kay pollak, Edward af Sillén                                              | Edward af Sillén                       | Malmö Opera                           |
| 2023 | Florenz Ziegfeld                         | Funny Girl Jule Styne, Bob Merrill                                                          | Ronny Danielsson                       | Malmö Opera                           |
| 2023 | Fernando Cerullo m.fl.                   | Min fantastiska väninna (L'amica geniale) Elena Ferrante                                    | Maria Sid                              | Kulturhuset Stadsteatern              |
| 2024 | Dan                                      | Next to Normal                                                                              | Ronny Danielsson                       | Malmö Opera                           |
| 2024 | Larry                                    | Company Stephen Sondheim och George Furth                                                   | Maria Sid                              | Kulturhuset Stadsteatern              |
| 2025 | George                                   | Kinky Boots Harvey Fierstein och Cyndi Lauper                                               | Ronny Danielsson                       | Uppsala stadsteater                   |

### Fotnoter
1. ↑  ”Rolf Lydahl”. Svensk Filmdatabas. http://sfi.se/sv/svensk-filmdatabas/Item/?type=PERSON&itemid=214697&ref=%2ftemplates%2fSwedishFilmSearchResult.aspx%3fid%3d1225%26epslanguage%3dsv%26searchword%3drolf+lydahl%26type%3dPerson%26match%3dBegin%26page%3d1%26prom%3dFalse. Läst 2 augusti 2012.
2. ↑  Bengt Jahnsson (20 november 1983). ”'Bent' på svensk scen stark och osentimental”. Dagens Nyheter:  s. 19. https://arkivet.dn.se/tidning/1983-11-20/315/19. Läst 6 mars 2018.
3. ↑  ”Kinky Boots”. Uppsala stadsteater. https://www.uppsalastadsteater.se/forestallningar/kinky-boots/. Läst 20 april 2025.